# Mochizuki Shunkō
Mochizuki Shunkō (japanisch 望月 春江; geboren 13. November 1893 in Sumiyoshi (Präfektur Yamanashi); gestorben 13. Februar 1979) war ein japanischer Maler im Nihonga-Stil.

## Leben und Werk
Mochizuki Shunkō beschloss auf Ermunterung des Kunsthistorikers Nakagawa Tadayori (中川 忠順; 1873–1928) eine Karriere in der Malerei zu beginnen. Nach Abschluss des Studiums an der Abteilung für Japanische Malerei (Nihonga) an der „Tōkyō bijutsu gakkō“ (東京美術学校), einer der Vorläufereinrichtungen der heutigen Universität der Künste Tokio im Jahr 1914 bildete er sich unter Yūki Somei weiter.
Nachdem Mochizuki eine Zeitlang Bücher im Auftrag des Kultusministeriums bebildert hatte, wurde er 1920 Professor an der „Pädagogischen Hochschule für Frauen“ (東京女子高等師範学校, Tōkyō joshi kōtō shihan gakkō). Im Jahr darauf gewann er seine erste Auszeichnung auf der 3. „Teiten“. Nachdem er 1928 und 1929 weitere größere Auszeichnungen erhalten hatte, wurde er plötzlich prominent. Er zeigte  seine Werke auf weiteren Teiten-Ausstellungen und auf den Nachfolgeeinrichtungen Shin-Bunten und Nitten.
1938 gründete Mochizuki zusammen mit Iwata Masami, Noda Kyūho und anderen bekannten Tokioter Künstlern das „Nihonga-Institut“ (日本画院, Nihonga-in), auf deren Ausstellungsreiher er auch selbst zu sehen war. 1958 gewann er den Preis der Japanischen Akademie der Künste für sein Bild „Lotus“ (蓮, Hasu).
Mochizukis bilder zeigen einen Detailreichtum in verhaltener Farbigkeit. Der poetische Charakter seiner „Blumen-und-Vögel-Bilder“ (花鳥画, Kachōga) gibt dem klassischen Thema eine neue, moderne Note. 1978 stellte er zum letzten Mal auf der „Nitten“ aus, „Himawari“　(向日葵) – „Sonnenblumen“. Repräsentative Werke sind „Magnolien“ aus dem Jahr 1968 und „Duftende Zitronen“, 1973, beide im Besitz des Nationalmuseums für moderne Kunst Tokio.

## Weblink (Bilder)
Im Nationalmuseum für moderne Kunst Tokio:
- Machizuki: 無花果 – „Feigen“, 1942
- Mochizuki: 泰山木 – „Magnolien“, 1968
- Mochizuki: 香柚暖苑 – „Duftende Zitronen“, 1973